# Nyárfasori lakótelep

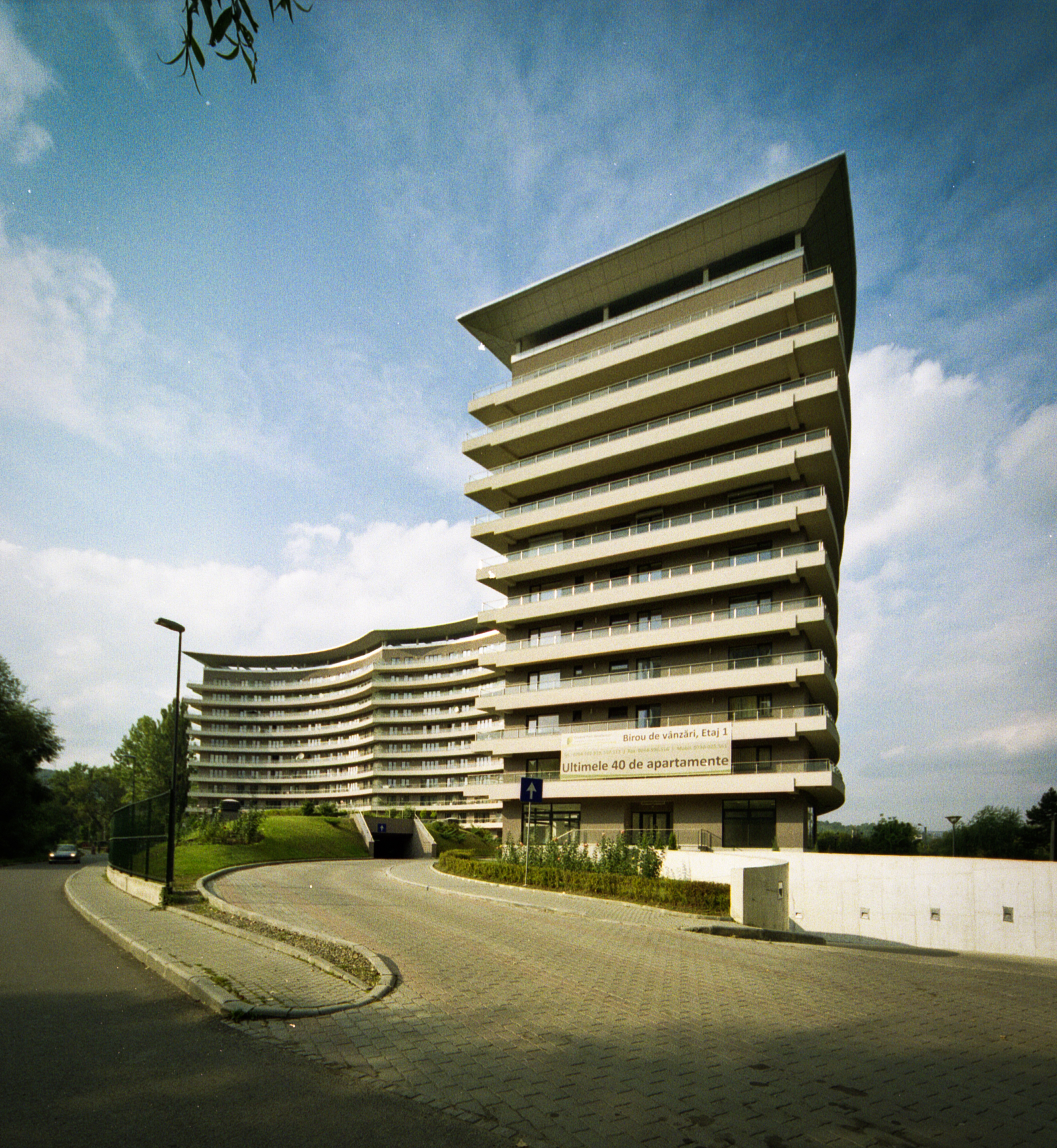
Lakótömb a negyed újabb, nyugati részén

A Nyárfasori lakótelep (gyakran csak Nyárfasor, románul Cartierul Plopilor) Kolozsvár egyik városnegyede a város nyugati részében. 2010-ben a lakónépessége 6515 fő volt. 2018-ban a város ötödik legkeresettebb lakóövezetének számított: a negyedben az átlagos ingatlanár négyzetméterenként 1329 euró volt, szemben a város 1287 euró/m2-es átlagával, illetve az 1417 euró/m2 maximális értékkel. Az egy lakosra jutó zöldfelület 2010-ben 45,75 m2 volt; a városi átlag ugyanebben az időszakban 19,17 m2.

## Neve
Nevét a Nyárfasori útról kapta. Az utat korábban Hegyalatti utcának vagy Hegyalja utcának nevezték, és csak 1945-ben kapta a Nyárfasori út nevet, a Kis-Szamos és a Malomárok közötti nyárfaligetről.

## Fekvése és utcái
Északon a Kis-Szamos, délen a Monostori út és Nyárfasori út, nyugaton a Malomárok határolja. A legfontosabb közlekedési útjai a Fásberek utca (Splaiul Independentei), Nép utca (str. George Coșbuc), Monostori út (Calea Mănăștur) és a Nyárfasori út (str. Plopilor). A Donátnegyeddel és a Monostori lakóteleppel szomszédos. A városnegyeden áthalad a 102L-es villamosvonal, amely a Monostori negyedet a város északkeleti ipartelepével köti össze.

## Története
A Nyárfasori útnak sokáig csak a Monostori út felőli oldalán álltak házak, a másik oldalán a Gazdasági Tanintézet kertje terült el. Az 1960-as években a kertészetet megszüntették, és helyére épült a lakótelep. Az 1980-as évek közepétől az 1990-es évek elejéig a negyed kertes házai helyett is tömbházakat építettek. A városrész ortodox plébániáját 1991-ben alapították, a Szent kereszt felmagasztalása és Szent Bertalan tiszteletére emelt ortodox templomát 2007-ben szentelte fel Bartolomeu Anania érsek.
2011 tavaszán átfogó rendezési munkákat végeztek a városnegyedben: 45 utat alakítottak ki a tömbházak és garázsok megközelítésére; az utak újratervezésével új parkolóhelyeket alakítottak ki, védőkorlátokat helyeztek el, felújították és kibővítették a közvilágítást, felújították a játszótereket.

## Nevezetességei
- Kolozsvár Aréna labdarúgóstadion

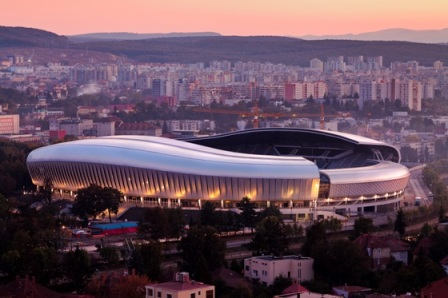
Kolozsvár Aréna

- Sala Polivalentă többfunkciós rendezvénycsarnok
- Egyetemi sportpark
- Horia Demian Sportcsarnok
- Szent kereszt felmagasztalása ortodox templom

## Híres lakói
- Andrásy Zoltán (1910–2006) festőművész[10]
- Bajor Andor (1927–1991) író, költő, humorista[11]
- Bogdán Zsolt (1964–) Jászai Mari-díjas színész[12]
- Nagy Imre (1893–1976) festő[13]